# Saldurbach

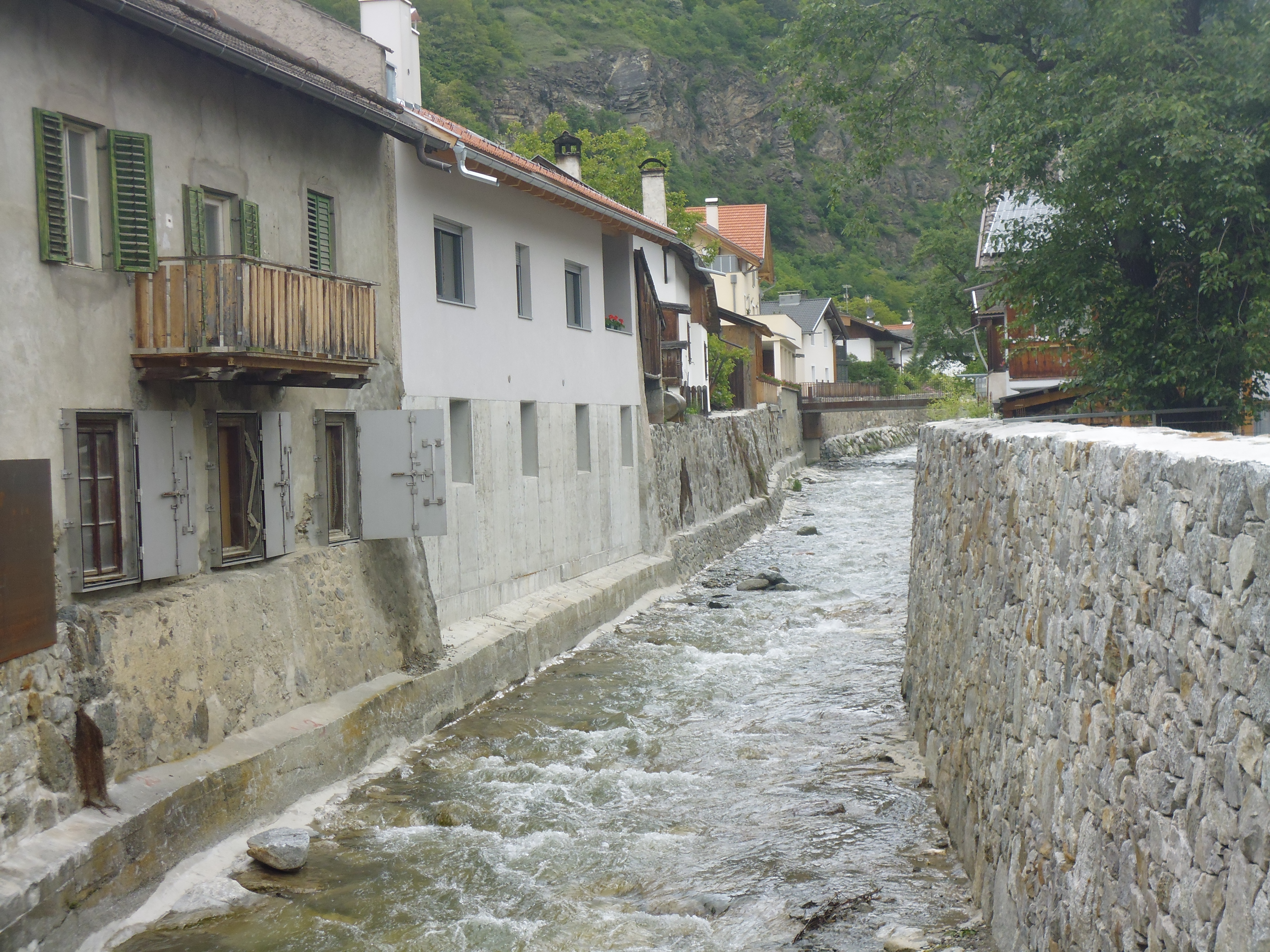
De Saldurbach in Schluderns

De Saldurbach (Italiaans: Rio Saldura) is een 21,6 kilometer lange zijrivier van de Etsch in Zuid-Tirol. De Saldurbach stroomt daar het Matschertal. Na Matsch wordt de rivier voor stroomopwekking gebruikt. Belangrijkste plaatsen op de Saldurbach zijn Matsch en Schluderns.